# Saison 1 de Arrested Development
Chronologie
Saison 2
Cet article présente la première saison de la série Arrested Development.

## Distribution
- Jason Bateman (VF : Benoît DuPac) : Michael Bluth, veuf élevant seul son fils
- Portia de Rossi (VF : Charlotte Marin) : Lindsay Bluth Fünke, sœur jumelle de Michael, ne pense qu'au shopping et aux œuvres caritatives
- Will Arnett (VF : Cyrille Monge) : George Oscar « Gob » Bluth, frère jaloux de Michael et magicien
- Michael Cera (VF : Benjamin Pascal) : George Michael Bluth, fils de Michael
- Alia Shawkat (VF : Lucile Boulanger (saisons 1 à 3) puis Emmylou Homs (saison 4)) : Mae « Maeby » Fünke, fille de Lindsay
- Tony Hale (VF : Denis Sebbah) : Byron « Buster » Bluth, le benjamin, étudiant attardé dans les jupes de sa mère et facilement paniqué
- David Cross (VF : Gérard Darier) : Tobias Fünke, le mari de Lindsay, ancien psychiatre, homosexuel refoulé cherchant non sans difficulté à devenir acteur
- Jeffrey Tambor (VF : Alain Choquet) : George Bluth Senior, le père
- Jessica Walter (VF : Maria Tamar (saisons 1 à 3) puis Lucienne Troka (saison 4)) : Lucille Bluth, la mère
- Ron Howard (VF : Constantin Pappas) : le narrateur et, dans la saison 4, lui-même.

## Liste des épisodes

### Épisode 1:L'Esprit de famille
- États-Unis : 2 novembre 2003 sur FOX
- France : 3 janvier 2005

- John Beard (Lui-même)
- Stacey Grenrock-Woods (Trisha Thoon)
- Paul Mendoza (Enrique)

### Épisode 2:Escroquerie à l'Assurance
- États-Unis : 9 novembre 2003 sur FOX
- France : 3 janvier 2005

- Michael Bartel (Michael enfant)
- John Beard (Lui-même)
- BW Gonzales (Lupe)
- Scott Atkinson (Roger)
- Patrice O'Neal (T-Bone)

### Épisode 3:Père et Fils
- États-Unis : 16 novembre 2003 sur FOX
- France : 10 janvier 2005

- Justin Grant Wade (Steven Holt)
- Richard Simmons (Lui-même)
- Bart Tangredi (Jerry)
- Leonor Varela (Marta)

### Épisode 4:Les Grandes Décisions
- États-Unis : 23 novembre 2003 sur FOX
- France : 10 janvier 2005

- Stacey Grenrock-Woods (Trisha Thoon)
- Liza Minnelli (Lucille Austero)
- Clint Howard (Johnny Bark)
- Eduardo Palomo (Everado)
- David Reynolds (VII) (White Power Bill)
- Leonor Varela (Marta)

### Épisode 5:La Surenchère
- États-Unis : 30 novembre 2003 sur FOX
- France : 17 janvier 2005

- BW Gonzales (Lupe)
- Judy Greer (Kitty Sanchez)
- Liza Minnelli (Lucille Austero)
- Mel Gorham (Helen)

### Épisode 6:Affaires Conjugales
- États-Unis : 7 décembre 2003 sur FOX
- France : 17 janvier 2005

- Judy Greer (Kitty Sanchez)
- Bob Odenkirk (Dr Phil Gunty)

### Épisode 7:La Trêve des Confiseurs
- États-Unis : 14 décembre 2003 sur FOX
- France : 24 janvier 2005

- BW Gonzales (Lupe)
- John Michael Higgins (Wayne Jarvis)
- Liza Minnelli (Lucille Austero)
- Patricia Velasquez (Marta)
- Henry Winkler (Barry Zuckerkorn)
- Sam Pancake (James Alan Spangler)
- Blaine Pate (Monti)

### Épisode 8:Amnésie
- États-Unis : 21 décembre 2003 sur FOX
- France : 24 janvier 2005

- Liza Minnelli (Lucille Austero)
- Patricia Velasquez (Marta)
- Mark Blankfield (Dr Miller)
- Mim Drew (Brandi)
- David Reynolds (VII) (White Power Bill)

### Épisode 9:Le Tour de Magie
- États-Unis : 4 janvier 2004 sur FOX
- France : 31 janvier 2005

- Liza Minnelli (Lucille Austero)
- Patricia Velasquez (Marta)
- Marc Grapey (Rollo)

### Épisode 10:Flagrant Délit
- États-Unis : 11 janvier 2004 sur FOX
- France : 31 janvier 2005

- Michael Bartel (Michael enfant)
- Liza Minnelli (Lucille Austero)
- Curtis Blanck (Gob enfant)
- Greg Kohout (Derek)
- Steve Ryan (J. Walter Weatherman)
- Caitlin Sedio (Lindsay enfant)
- Jason Aaron Tinero (Buster enfant)

### Épisode 11:Changement d'Images
- États-Unis : 25 janvier 2004 sur FOX
- France : 7 février 2005

- John Beard (Lui-même)
- BW Gonzales (Lupe)
- Stacey Grenrock-Woods (Trisha Thoon)
- Harry Murphy (II) (Brian Snee)
- Jordan Orr (Eric Snee)
- Don Perry (Earle Milford)
- Jill Ritchie (Jessie)
- John Rothman (Charles Milford)
- Carl Weathers (Lui-même)

### Épisode 12:Cousine ou pas Cousine
- États-Unis : 8 février 2004 sur FOX
- France : 7 février 2005

- BW Gonzales (Lupe)
- Liza Minnelli (Lucille Austero)
- Patricia Velasquez (Marta)
- Carlos Albert (Diego)
- Marco Pelaez (Marco)
- Casey Sandino (Cortesio)
- Oliver Patrick Sandino (Amable)
- Carl Weathers (Lui-même)

### Épisode 13:Tous au Tribunal
- États-Unis : 15 février 2004 sur FOX
- France : 14 février 2005

- Michael Paul Chan (Juge Lionel Ping)
- Patricia Velasquez (Marta)
- Henry Winkler (Barry Zuckerkorn)
- Jesus Nebot (Javier)

### Épisode 14:Adoption
- États-Unis : 7 mars 2004 sur FOX
- France : 14 février 2005

- BW Gonzales (Lupe)
- Justin Lee (Annyong Bluth)
- Michael Blieden (Agent Cummings)
- Heather Graham (Beth Baerly)
- Justin Grant Wade (Steven Holt)
- Maliabeth Johnson (Shannon)
- Jane Lynch (Cindi Lightballoon)
- Matt Price (Agent Freeling)
- Matthew Richards (Jeremy)
- Iqbal Theba (Nazhgalia)

### Épisode 15:Salariés Fantômes
- États-Unis : 14 mars 2004 sur FOX
- France : 21 février 2005

- BW Gonzales (Lupe)
- Charlie Hartsock (Ted)
- Justin Lee (Annyong Bluth)
- James Lipton (Stefan Gentles)
- Michael Blieden (Agent Cummings
- Matt Price (Agent Freeling)
- David Reynolds (VII) (White Power Bill)
- Alden Villaverde (Little Justice)

### Épisode 16:Kitty est Licenciée
- États-Unis : 17 mars 2004 sur FOX
- France : 21 février 2005

- Michael Bartel (Michael enfant)
- Michael Paul Chan (Juge Lionel Ping)
- James Lipton (Stefan Gentles)
- Amy Poehler (Epouse de Gob)
- Henry Winkler (Barry Zuckerkorn)
- Julia Louis-Dreyfus (Maggie Lizer)
- Jane Lynch (Cindi Lightballoon)
- Steve Witting (Principal Conrad)

### Épisode 17:La Déclaration (Partie 1)
- États-Unis : 21 mars 2004 sur FOX
- France : 27 février 2005

- Michael Paul Chan (Juge Lionel Ping)
- BW Gonzales (Lupe)
- Justin Lee (Annyong Bluth)
- Amy Poehler (Epouse de Gob)
- Henry Winkler (Barry Zuckerkorn)
- Timothy Davis-Reed (Officier Kelley)
- Julia Louis-Dreyfus (Maggie Lizer)

### Épisode 18:La Justice Est Aveugle (Partie 2)
- États-Unis : 28 mars 2004 sur FOX
- France : 25 février 2005

- John Beard (Lui-même)
- BW Gonzales (Lupe)
- Judy Greer (Kitty Sanchez)
- Justin Lee (Annyong Bluth)
- James Lipton (Stefan Gentles)
- David Reynolds (VII) (White Power Bill)
- Alden Villaverde (Little Justice)

### Épisode 19:Manipulation
- États-Unis : 4 avril 2004 sur FOX
- France : 6 mars 2005

- BW Gonzales (Lupe)
- Justin Lee (Annyong Bluth)
- Amy Poehler (Epouse de Gob)
- Michael Blieden (Agent Cummings)
- Danielle Cipolla (Maeby enfant)
- Luciano Giancarlo (Bix)
- Michael Hitchcock (Ira Gilligan)
- Dan Horton (Marcus)

### Épisode 20:L'Arnaque
- États-Unis : 11 avril 2004 sur FOX
- France : 7 mars 2005

- Michael Bartel (Michael enfant)
- Charlie Hartsock (Ted)
- Amy Poehler (Epouse de Gob)
- Brian Gattas (Alex)
- Peter Jason (M. Jordan)

### Épisode 21:Au Travail
- États-Unis : 25 avril 2004 sur FOX
- France : 14 mars 2005

- Judy Greer (Kitty Sanchez)
- Charlie Hartsock (Ted)
- Jay Johnston (Officier Taylor)
- Justin Lee (Annyong Bluth)
- Jerry Minor (Officier Carter)
- Henry Winkler (Barry Zuckerkorn)
- Danielle Cipolla (Maeby enfant)
- Christian Lavery (George Michael enfant)
- Kevin McDonald (Détective Streudler)
- Jonathan Penner (Détective Fellows)

### Épisode 22:Le Secret de Papa
- États-Unis : 6 juin 2004 sur FOX
- France : 14 mars 2005

- John Beard (Lui-même)
- Judy Greer (Kitty Sanchez)
- Stacey Grenrock-Woods (Trisha Thoon)
- Justin Lee (Annyong Bluth)
- Alessandra Torresani (Ann)